# Владимир Копривица
Владимир Копривица (Врбас, 5. децембар 1952) је доктор наука у области физичке културе.

## Биографија
Владимир Копривица је рођен 5. децембра 1952. у Врбасу. У Врбасу је завршио основну школу и гимназију. Факултет физичке културе завршио је у Београду. На факултету је завршио и магистарске студије са просеком 10 и магистрирао 1984. а докторирао 1995. године. Од 1976. године ради на предметима теорија спортског тренинга, методика спортског тренинга, основе спортског тренинга, теорија и методика елементарних игара, управљање припремом и такмичењем и шахом.
У два наврата, школске 1982/83. и 1986/87. године боравио је на стручном усавршавању у Москви код чувеног професора Л.П. Матвејева.
У оквиру последипломског усавршавања, учествовао је као ментор и члан комисија за оцену пројеката и одбрани магистарских и докторских радова . Био је продекан за наставу на матичном факултету и декан Факултета спорта и физичког васпитања. Био је члан Сената Београдског универзитета.
Руководио је истраживачким пројектима, био је учесник многобројних научних скупова у Србији и иностранству. Био је и руководилац међународних конференција и држао позивна предавања. Рецензирао је већи број књига, као и научне и стручне чланке у часописима и зборницима радова са националних и међународних конференција. Вишегодишњи је члан редакција научних и стручних часописа у земљи и иностранству.
Објавио је 120 стручних и научних радова, превода и приказа, три скрипте, три књиге и један приручник као аутор и коаутор. Књига „Основе спортског тренинга“ и „Теорија спортског тренинга“ су коришћени као уџбеничка литература у Црној Гори и Босни и Херцеговини на факултетима у Бања Луци и Палама, као и у Србији на Факултету спорта и физичког васпитања и вишим школама спорта. Књига Основе спортског тренинга је преведена у Украјини.
Предавао је основним и постдипломским студијама у Београду, Бања Луци, Палама, као и на Вишој тренерској школи у Београду. У Центру за физичко васпитање студената Београдског универзитета радио је 17 година као наставник физичког васпитања на већем броју факултета. У ваннаставним активностима студената, годинама је радио као инструктор скијања и пливања и обучавао почетнике.

### Детињство, младост и породица
Владимир је рођен 5. децембра 1952. године у Врбасу. Дете је неписмених родитеља. Владимиров отац је рођен 1900. године. Био је учесник у у Првом светском рату. Био је један од првих чланове Комунистичке партије. Владимир је више пута истицао да је отац имао велику улогу у његовом васпитању. Сам је учествовао у пет савезних радних акција (ОРА). Додатно је сачинио програм физичке културе на ОРА по којем се радило на радним акцијама у Србији докле год су оне трајале. Завршио је трећу најстарију гимназију у Србији, Гимназију „Жарко Зрењанин”. За време факултета радио је као портир. Владимир је више пута истицао да му је највећа подршка долазила од своје супруге Драгане. Имају двоје деце.

## Шах
У шаховској организацији активно је радио као играч, пионирски инструктор и судија. Заједно са наставницима физичког васпитања ОШ „Љуба Ненадовић“ основано је 1975. године шаховску секцију у школи која и данас ради и у којој је био предавач прве две године. Сличне секције организовао је у основној школи „Никола Тесла“. Један од његових ученика био је пионирски првак Београда, Србије и Југославије. Допринео је да се на матичном факултету уведе изборни предмет шах и организовао је наставу и успоставио сарадњу са највећим ауторитетима у тој области у Србији.

## Кошарка
У кошарци је активно радио тридесет година. Био је директор више кошаркашких школа и професор на предмету основе спортског тренинга. У више наврата био је предавач у савезним и републичким семинарима кошаркашких тренера Југославије, Србије и Босне и Херцеговине, Мађарске, као и на кошаркашкој Клиници у Београду, највећем тренерском скупу на свету. 
Као кондициони тренер радио је у више кошаркашких клубова, а најдуже у КК „Партизан“ и КК „Црвена звезда“ са свим категоријама кошаркашица и кошаркаша. Екипе које је тренирао освојиле су 16 титула првака Србије, Југославије и Јадранске лиге, као и шест купова Југославије и Србије. Тренирао је најбоље кошаркашице и репрезентативке у кошарци. Радио је као тренер тима са екипом „Левски-Тотел“ из Софије у сезони 1993/94. године када је ова екипа постала првак Бугарске. Више година је био кондициони тренер различитих репрезентативних селекција које су освајале медаље на светским и европским првенствима. Радио је четири године као кондициони тренер репрезентације Црне Горе
Последњих година сарађује у функцији саветника са бројним тренерима и спортистима.
Тренутно ради као кондициони тренер КК Партизан.

## Награде и признања
За свој стручни и друштвени рад добио је следеће награде и признања:
Октобарску награду Београда 1976. год. за најбоље стручне и научне радове студената;
награду Универзитета у Београду као најбољи дипломирани студент у 1976. години;
Медаљу за војничке врлине, којом га је одликовало Председништво СФРЈ; 
за резултате постигнуте у току служења војног рока и Златну значку ОРА „Морава 71-80“, као признање за допринос развоју и резултатима добровољног омладинског рада; Октобарску награду града Врбаса.
Више различитих признања (за развој шаха, развој куглања, студентске организације...) а највредније од студената. Годинама је најбоље оцењени наставник на Факултету спорта и физичког васпитања, а на основу велике анкете коју су путем интернета спровели студенти на 65 факултета, два пута је проглашен за наставника који у Србији највише “покреће на рад и критичко размишљање, подстиче креативне идеје и буди радозналост”.
У лексикону “Српски WХО IS WХО” сврстан је међу 3574 личности друштвене елите Србије.

## Занимљивости
Тренер кошаркаша Партизана Андреа Тринкијери у једном од својих предавања изнео је низ похвала на рачун проф. др Владимира Копривице, истакнутог стручњака из области физичке припреме класификујући у десет најбољих стручњака из области физичке припреме.
Дипломски рад је би на тему "Кондициона припрема шахиста", сам рад је писао 10 месеци.
Допринео је општем прихватању да је шах спорт са аргументима о постојању правила, система припреме и бодовања као и постојању самих такмичења.
Четрдесет и четири године је подучавао као професор на Факултету за спорт.